# 熊本県道・福岡県道124号金山櫟野線
熊本県道・福岡県道124号金山櫟野線（くまもとけんどう・ふくおかけんどう124ごう かなやまいちのせん）は、熊本県荒尾市から福岡県大牟田市に至る一般県道である。

## 概要
熊本県荒尾市金山から福岡県大牟田市大字櫟野に至る。
福岡県大牟田市東部から熊本県玉名市（玉名温泉）方面に向かう場合、当県道および広域農道を経由するのが最短ルートである。また、広域農道の先では国道208号玉名バイパスも供用を開始しており、大牟田市から熊本市北部方面へ向かうときも最短ルートとなる。

### 路線データ
- 起点：熊本県荒尾市金山（金山交差点、国道208号交点）
- 終点：福岡県大牟田市大字櫟野（櫟野交差点、福岡県道・熊本県道3号大牟田植木線交点、福岡県道93号大牟田高田線起点）

## 歴史
- 1959年（昭和34年） - 福岡県告示により福岡県区間が一般県道として路線認定される。当時の整理番号は348。
- 1960年（昭和35年） - 熊本県告示により熊本県区間が一般県道として路線認定される。当時の整理番号は135。
- 1973年（昭和48年） - 福岡県告示により福岡県区間が福岡県道124号金山三池線となる。なお、熊本県区間についても同年までに整理番号が124になっているが、正確な時期は不明。
- 1993年（平成5年）5月11日 - 建設省から、県道金山三池線の一部を大牟田高田線として主要地方道に指定される[1]。
- 1994年（平成6年） - 上記告示に基づき、金山三池線を廃止し、新たに金山櫟野線として路線認定される。

## 路線状況

### 重複区間
- 熊本県道46号荒尾長洲線（熊本県荒尾市府本 - 荒尾市平山・宿北交差点）
- 熊本県道29号荒尾南関線（熊本県荒尾市平山・宿北交差点 - 荒尾市上井手・荒尾市尼ヶ島交差点）

### 道路施設

#### 橋梁
- 熊本県
  - 樫尾橋（菜切川、荒尾市）
  - 岩本橋（関川、荒尾市）

## 地理

### 通過する自治体
- 熊本県
  - 荒尾市
- 福岡県
  - 大牟田市

### 交差する道路
| 交差する道路                                                                                    | 都道府県名 | 市町村名 | 交差する場所 | 交差する場所            |
| ----------------------------------------------------------------------------------------------- | ---------- | -------- | ------------ | ----------------------- |
| 国道208号                                                                                       | 熊本県     | 荒尾市   | 金山         | 荒尾市金山交差点 / 起点 |
| 熊本県道46号荒尾長洲線 重複区間起点                                                             | 熊本県     | 荒尾市   | 府本         |                         |
| 熊本県道29号荒尾南関線 重複区間起点 熊本県道46号荒尾長洲線 重複区間終点 熊本県道314号平山荒尾線 | 熊本県     | 荒尾市   | 平山         | 宿北交差点              |
| 熊本県道29号荒尾南関線 重複区間終点                                                             | 熊本県     | 荒尾市   | 上井手       | 荒尾市尼ヶ島宿交差点    |
| 福岡県道・熊本県道3号大牟田植木線 福岡県道93号大牟田高田線                                      | 福岡県     | 大牟田市 | 大字櫟野     | 櫟野交差点 / 終点       |

### 沿線
- 赤田公園
- 荒尾市立府本小学校
- グリーンランド
- 岩本眼鏡橋
- 焼石山自然公園
- 大牟田市立玉川小学校